# Muguet (malaltia)
El muguet és una candidosi oral. El nom prové del seu color blanc, com la flor del muguet (lliri de maig). És a dir, la candidosi oral és una micosi (infecció per llevats/fongs) de les espècies de Candida a les mucoses de la boca.
La Candida albicans és l'organisme més freqüentment implicat en aquesta malaltia; aquest fong es present a la boca d'aproximadament el 50% de la població mundial com un component normal de la microbiota oral. Aquest estat de transport de Candida no es considera una malaltia, però quan les espècies de Candida esdevenen patògenes i envaeixen els teixits de l'hoste, es pot produir el muguet. Aquest canvi sol constituir una infecció oportunista per microorganismes normalment inofensius a causa de factors locals (és a dir, mucosos) o sistèmics que alteren la immunitat de l'hoste.